# Élections législatives de 1906 dans le Calvados
Les élections législatives dans le Calvados, ont lieu les dimanches 6 mai 1906 et 20 mai 1906.
Elles ont pour but d'élire les 7 députés représentant le département à la Chambre des députés pour un mandat de quatre années.

## Mode de scrutin
L'élection se fait au scrutin d'arrondissement, soit un mode uninominal majoritaire à deux tours.
La circonscription pour l'élection est l'arrondissement.
Le scrutin est individuel, chaque arrondissement élisant un député.
Les arrondissements qui ont plus de cent mille habitants sont divisés. Dans ce cas on élit un député par circonscription électorale.
L'article 18 précise qu'il faut réunir pour être élu au premier tour :
1. La majorité absolue des suffrages exprimés ;
2. Un nombre de suffrages égal au quart des électeurs inscrits.

Au deuxième tour la majorité relative suffit. En cas d'égalité c'est le plus âgé qui est élu.

## Résultats par arrondissement

### Arrondissement de Bayeux
- Elle regroupe tous les cantons de l'arrondissement, au nord-ouest du département.

|                | Maurice Gérard * | Conservateur   | 7 219  | 66,52  |  |  |
|                | Louis d'Arthenay | Nationaliste   | 3 605  | 33,22  |  |  |
|                |                  |                |        |        |  |  |
| Inscrits       | Inscrits         | Inscrits       | 16 746 | 100,00 |  |  |
| Votants        | Votants          | Votants        | 11 692 | 69,82  |  |  |
| Blancs et nuls | Blancs et nuls   | Blancs et nuls | 868    | 7,42   |  |  |
| Exprimés       | Exprimés         | Exprimés       | 10 852 | 92,58  |  |  |

*sortant

### Arrondissement de Caen

#### 1ère circonscription
- Elle regroupe la plus grande partie des cantons de Caen-Ouest, Caen-Est, Bourguébus, et de Troarn, soit la partie est de l'arrondissement.

- Paul Delarbre (Rép G), député depuis 1902 ne se représente pas.

|                | Henry Chéron     | Rép G            | 7 629  | 53,68  |  |  |
|                | Adrien Le Page   | Nationaliste-LPF | 4 492  | 31,61  |  |  |
|                | Allain-Guillaume | Progressiste     | 1 888  | 13,29  |  |  |
|                | Odinot           | SFIO             | 198    | 1,39   |  |  |
|                |                  |                  |        |        |  |  |
| Inscrits       | Inscrits         | Inscrits         | 17 155 | 100,00 |  |  |
| Votants        | Votants          | Votants          | 14 278 | 83,23  |  |  |
| Blancs et nuls | Blancs et nuls   | Blancs et nuls   | 66     | 0,47   |  |  |
| Exprimés       | Exprimés         | Exprimés         | 14 212 | 99,53  |  |  |

*sortant

#### 2ème circonscription
- Elle regroupe les cantons de Douvres, Creully, Tilly-sur-Seulles, Évrecy et de Villers-Bocage soit la partie ouest de l'arrondissement.

|                | Fernand Engerand * | Nationaliste-LPF | 7 785  | 82,18  |  |  |
|                |                    |                  |        |        |  |  |
| Inscrits       | Inscrits           | Inscrits         | 13 031 | 100,00 |  |  |
| Votants        | Votants            | Votants          | 9 473  | 72,70  |  |  |
| Blancs et nuls | Blancs et nuls     | Blancs et nuls   | 1 688  | 17,82  |  |  |
| Exprimés       | Exprimés           | Exprimés         | 7 785  | 82,18  |  |  |

*sortant

### Arrondissement de Falaise
- Elle regroupe tous les cantons de l'arrondissement, au sud du département.

|                | Charles-Ernest Paulmier * | Libéral        | 7 320  | 72,21  |  |  |
|                | Gustave Lesage            | Rép G          | 2 777  | 27,40  |  |  |
|                | Henry Verger              | SFIO           | 40     | 0,40   |  |  |
|                |                           |                |        |        |  |  |
| Inscrits       | Inscrits                  | Inscrits       | 12 615 | 100,00 |  |  |
| Votants        | Votants                   | Votants        | 10 314 | 81,76  |  |  |
| Blancs et nuls | Blancs et nuls            | Blancs et nuls | 177    | 1,72   |  |  |
| Exprimés       | Exprimés                  | Exprimés       | 10 137 | 98,24  |  |  |

*sortant

### Arrondissement de Lisieux
- Elle regroupe tous les cantons de l'arrondissement, au sud-est du département.

| Candidats      | Candidats          | Étiquette      | Premier tour | Premier tour |
| Candidats      | Candidats          | Étiquette      | Voix         | %            |
| -------------- | ------------------ | -------------- | ------------ | ------------ |
|                | Henri Laniel *     | Libéral        | 9 945        | 79,42        |
|                | Joseph Guillonneau | Rép G          | 2 656        | 21,21        |
|                | Ernest Poisson     | SFIO           | 421          | 3,36         |
|                |                    |                |              |              |
| Inscrits       | Inscrits           | Inscrits       | 16 219       | 100,00       |
| Votants        | Votants            | Votants        | 12 632       | 77,88        |
| Blancs et nuls | Blancs et nuls     | Blancs et nuls | 110          | 0,87         |
| Exprimés       | Exprimés           | Exprimés       | 12 522       | 99,13        |

*sortant

### Arrondissement de Pont-l'Évêque
- Elle regroupe tous les cantons de l'arrondissement, au nord-est du département.
- Casimir d'Hangest n'est pas candidat.

| Candidats      | Candidats         | Étiquette        | Premier tour | Premier tour |
| Candidats      | Candidats         | Étiquette        | Voix         | %            |
| -------------- | ----------------- | ---------------- | ------------ | ------------ |
|                | Ernest Flandin *  | Nationaliste-LPF | 9 079        | 76,15        |
|                | Georges Chesneau  | Rad ind          | 2 622        | 21,99        |
|                | Émile Droual      | SFIO             | 217          | 1,82         |
|                | Casimir d'Hangest | Rad ind          | 5            | 0,04         |
|                |                   |                  |              |              |
| Inscrits       | Inscrits          | Inscrits         | 16 359       | 100,00       |
| Votants        | Votants           | Votants          | 12 085       | 73,87        |
| Blancs et nuls | Blancs et nuls    | Blancs et nuls   | 162          | 1,34         |
| Exprimés       | Exprimés          | Exprimés         | 11 923       | 98,66        |

*sortant

### Arrondissement de Vire
- Elle regroupe tous les cantons de l'arrondissement, au sud-ouest du département.

| Candidats      | Candidats         | Étiquette      | Premier tour | Premier tour |
| Candidats      | Candidats         | Étiquette      | Voix         | %            |
| -------------- | ----------------- | -------------- | ------------ | ------------ |
|                | Jules Delafosse * | Conservateur   | 9 798        | 62,49        |
|                | Charles Berger    | Rad ind        | 5 853        | 37,33        |
|                |                   |                |              |              |
| Inscrits       | Inscrits          | Inscrits       | 18 650       | 100,00       |
| Votants        | Votants           | Votants        | 15 857       | 85,02        |
| Blancs et nuls | Blancs et nuls    | Blancs et nuls | 177          | 1,12         |
| Exprimés       | Exprimés          | Exprimés       | 15 680       | 98,88        |

*sortant